# Iseilema ciliatum
Iseilema ciliatum är en gräsart som beskrevs av Charles Edward Hubbard. Iseilema ciliatum ingår i släktet Iseilema och familjen gräs. Inga underarter finns listade i Catalogue of Life.